# Hipnos

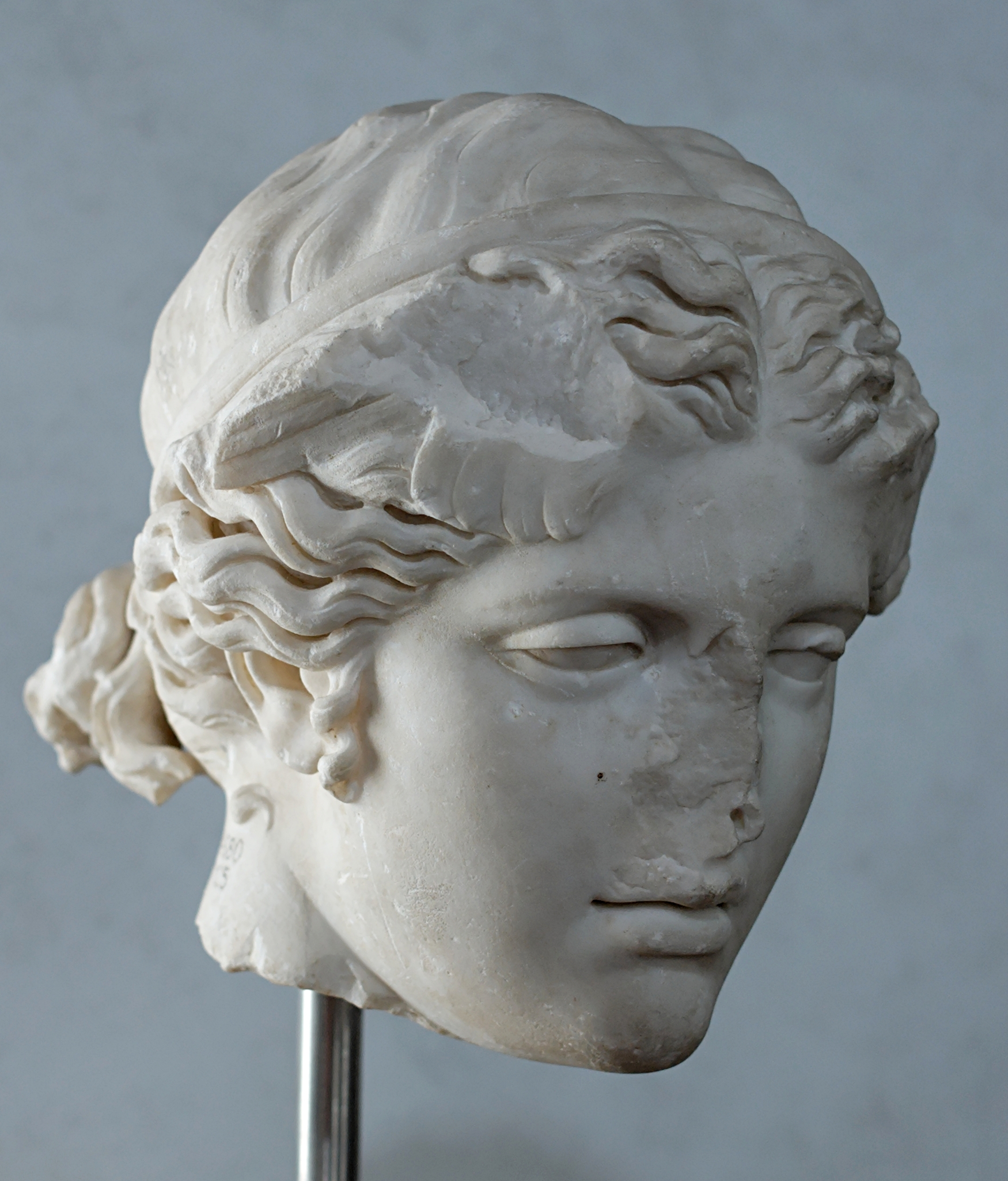
Cabeza de mármol de Hipnos, (Museo Nacional Romano, Roma).

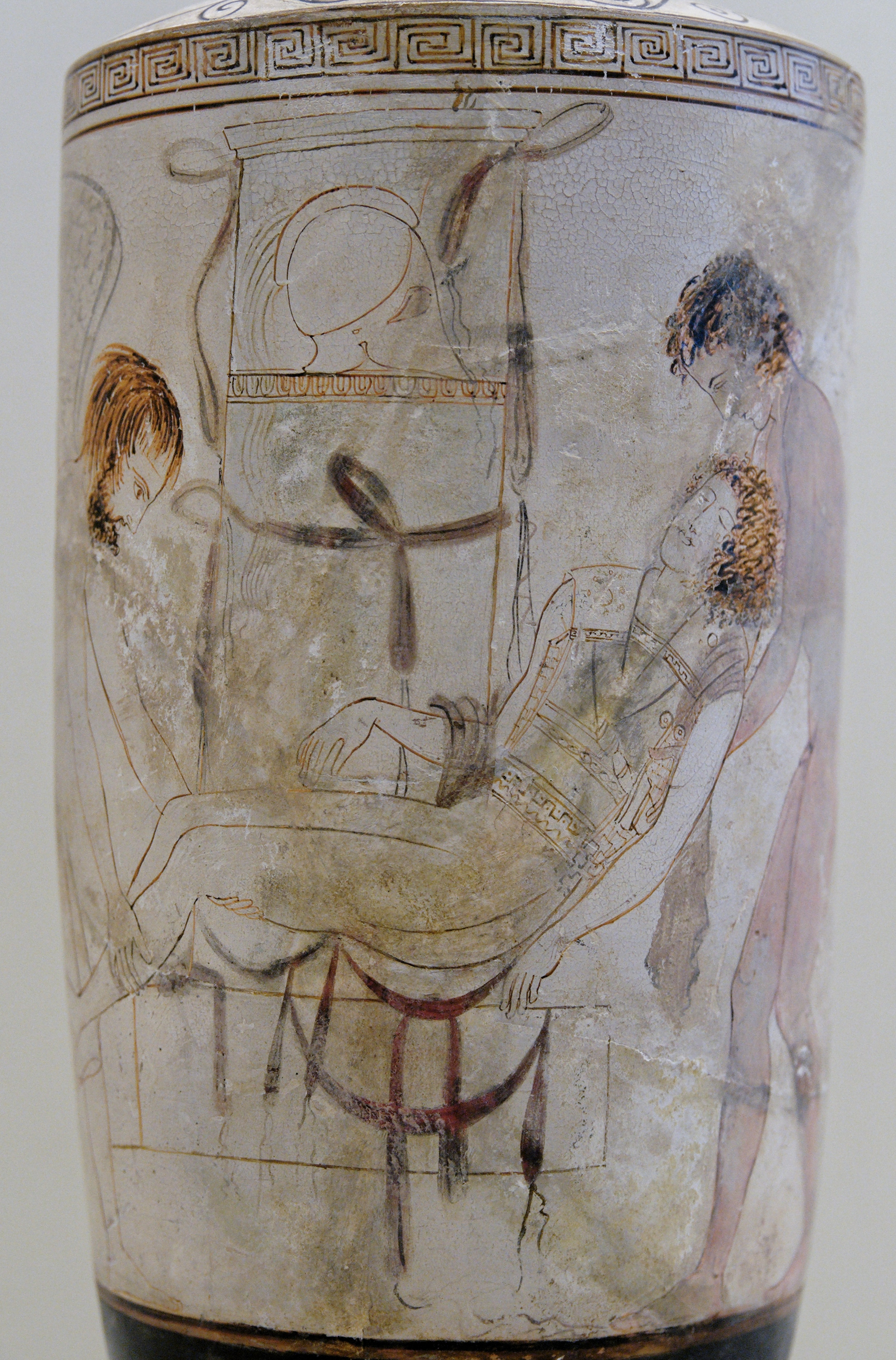
Lécito de Hipnos y Tánatos.

En la mitología griega, Hipno, Hipnos o simplemente Sueño (en griego: Ὕπνος, Hýpnos; latín: Somnus) es el dios y la personificación del «sueño» (como acto de dormir, no de soñar). El sustantivo ὕπνος significa ‘sueño, sopor, somnolencia, letargo’. Ha dado las voces «hipnosis» o «somnífero», por ejemplo, en español. 

Su madre era Nix, la noche, que lo tuvo sin intervención masculina, aunque la tradición latina añade como su padre a Érebo. Se lo cuenta como el amigo más preciado de las Musas. Hipnos vivía junto a su hermano gemelo, Tánatos, en el Tártaro, no muy lejos de las mansiones de la oscura Noche, cubiertas por negruzcos nubarrones: 
«Allí tienen su casa los hijos de la oscura Noche, el Sueño y la Muerte, terribles dioses; nunca el radiante Sol les alumbra con sus rayos al subir al cielo ni al bajar del cielo. Uno de ellos, el Sueño, recorre tranquilamente la tierra y los anchos lomos del mar y es dulce para los hombres».
En las fuentes romanas el Sueño es denominado como Somnus y Sopor.

Los poetas latinos dicen que el Sueño (Somnus) mora en las profundidades de una enorme montaña, dentro de una cueva profunda donde nunca llegan los rayos del sol. Unos dicen que se encuentra en los confines del mundo, más allá de Etiopía, o bien de la tierra de los cimerios. Allí habita en silencio, cerca del perezoso torrente del Leteo, bajo una roca llena de guijarros. Ante la boca de la caverna crecen exuberantes amapolas e innumerables hierbas, de cuyas blandas esencias se destila una somnolienta infusión del rocío de la noche: 
«En los huecos recovecos de una cueva profunda y rocosa están establecidos los salones del perezoso Sueño (Somnus) y su morada imperturbable. El umbral está custodiado por la sombría Quietud (Quies) y el embotado Olvido (Oblivio) y la tórpida Pereza (Ignavia) con semblante siempre somnoliento. La Tranquilidad (Otia) y el Silencio (Silentia) con las alas plegadas, se sientan mudos en el atrio»
En los textos homéricos Hipno cumple su función. En una ocasión, Hera prometió a Hipnos la mano de una de las Cárites, Pasítea, si le ayudaba a dormir a Zeus. El Sueño obedeció, pero Zeus se despertó iracundo y habría arrojado a Hipnos del monte Olimpo si no hubiera intervenido su madre Nix, que demostraba así el poder que ejercía tanto sobre los dioses como sobre los hombres. No se describe descendencia alguna entre Hipno y Pasítea. Después de la muerte de Sarpedón en Troya Zeus envió a Hipno y Tánato para que rocogieran su cuerpo y se lo llevaran a Licia, donde su familia le daría sepultura debidamente.

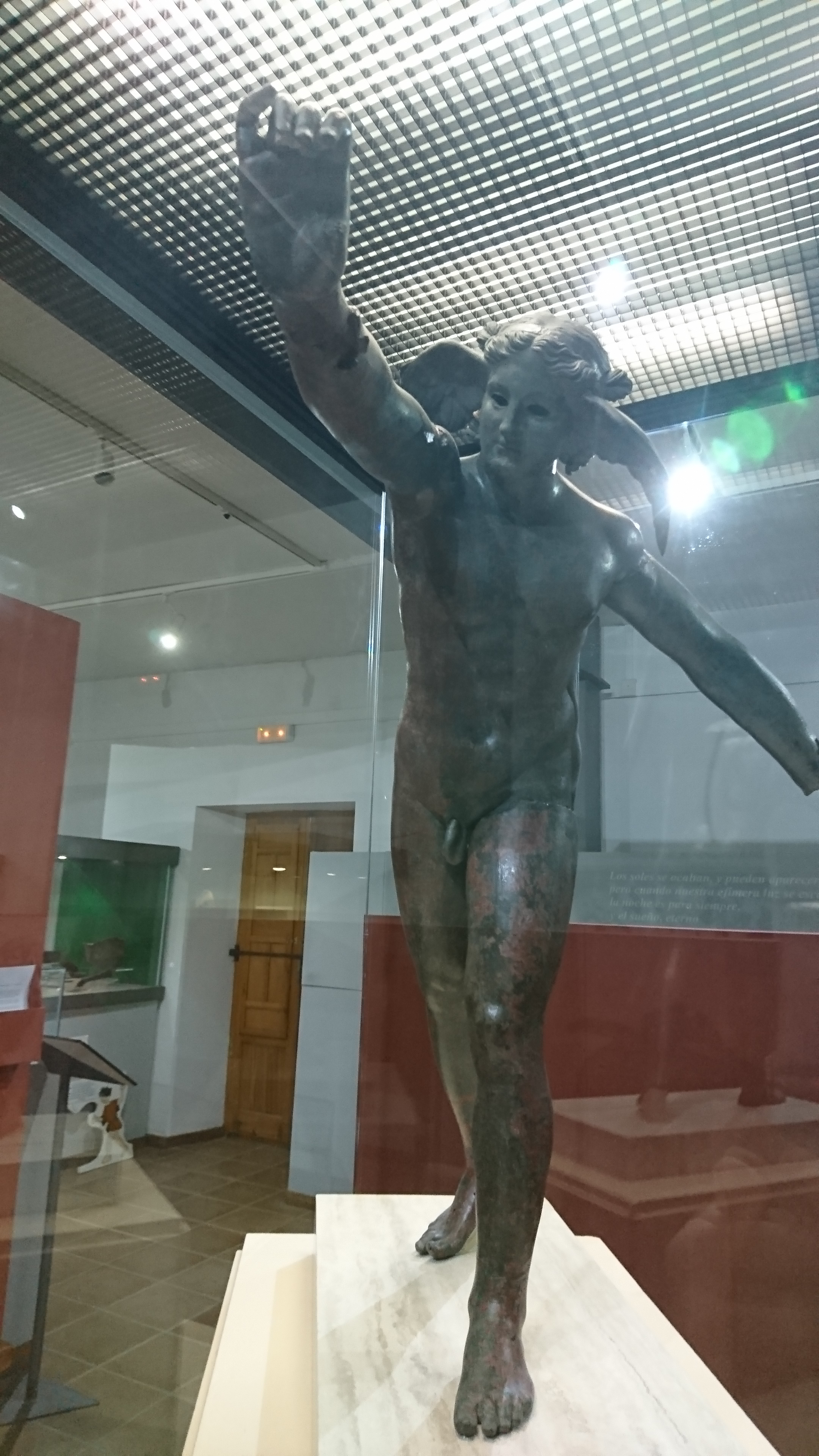
Estatua de bronce de Hypnos, (Museo Histórico-Arqueológico de Almedinilla, Córdoba)

En algunas tradiciones el Sueño y los Ensueños eran hermanos. Ovidio ya imaginaba a Somnus (el sueño) como padre de los Somnia (los sueños). Los tres más importantes aparecían en los sueños de los reyes: Morfeo, Fobétor (o Iquelo) y Fantaso. Según otro mito, Morfeo se ocupaba del contenido animado de los sueños de los seres humanos, mientras que los otros dos Ensueños eran responsables de los animales y los objetos inanimados en los sueños. También Hera recurrió al Sueño, a través de Iris, para que enviara a uno de sus hijos como mensajero. Así Morfeo tomó la forma de Ceix y, en sueños, se le presentó a su mujer y le explicó su muerte, pues la pobre Alcíone esperaba ansiosa el regreso de su marido ignorando que este había muerto hacía tiempo.
Pausanias menciona haber visto las estatuas de un Oniro e Hipno adormeciendo a un león. Escribe que la imagen se llamaba Epidotes. También se dice que Medea invocó a Hipnos para cerrar los ojos del dragón de la Cólquide.
Según un pasaje del Banquete de los eruditos, el poeta Licimnio de Quíos cuenta una historia diferente sobre el mito de Endimión, en la que es Hipnos quien ama a Emdimión y así no le permite cerrar los ojos a su amado, ni siquiera mientras duerme, sino que lo adormece con los ojos abiertos para que lo pueda disfrutar sin interrupción del placer de contemplarlos.

## Representaciones artísticas
En el arte, Hipnos era retratado como un hombre joven desnudo y con alas en los hombros o las sienes. También se le muestra en ocasiones con barba, parecido a su hermano Tánatos. A veces es representado como un hombre dormido en una cama de plumas con cortinas negras a su alrededor. Sus atributos incluyen un cuerno de opio inductor de sueño, un tallo de amapola, una rama de la que gotea el rocío del río Lete y una antorcha invertida. Morfeo es su principal ayudante y evita que los ruidos le despierten. En Esparta, la imagen de Hipnos siempre se situaba cerca de la muerte.
Actualmente se conocen solo tres representaciones en bronce de Hypnos en todo el mundo romano. La primera de ellas, hallada en Civitella d'Arno (Perugia, Italia) a mediados del siglo XIX, se trata de una cabeza alada que desde 1868 forma parte de las colecciones del Museo Británico. La segunda, un torso, se encontró en Jumilla (Murcia) en 1893 y pertenece al Museo de Antigüedades de Berlín. La imagen hallada más recientemente es la de Almedinilla (Córdoba), consistente en una estatua prácticamente intacta, encontrada en 1988 durante las excavaciones llevadas a cabo en la villa romana de El Ruedo y conservada en el museo de esa localidad cordobesa.
En mármol, se conservan más representaciones. Quizás la más conocida sea la cabeza de Hypnos hallada en las excavaciones realizadas en la villa Adriana de Tívoli, levantada como villa de recreo por el emperador Adriano (117-138 d. C.) a las afueras de Roma, conservada en el Museo Nacional Romano de la capital italiana.

## Genealogía

### Padres
Según la Teogonía de Hesíodo
|  |  |  |  |         |         |         |         |         |         | Nix |  |  |  |  |  |        |        |        |        |        |        |  |  |  |  |  |  |  |  |
|  |  |  |  |         |         |         |         |         |         |     |  |  |  |  |  |        |        |        |        |        |        |  |  |  |  |  |  |  |  |
|  |  |  |  |         |         |         |         |         |         |     |  |  |  |  |  |        |        |        |        |        |        |  |  |  |  |  |  |  |  |
|  |  |  |  | Tánatos | Tánatos | Tánatos | Tánatos | Tánatos | Tánatos |     |  |  |  |  |  | Hipnos | Hipnos | Hipnos | Hipnos | Hipnos | Hipnos |  |  |  |  |  |  |  |  |

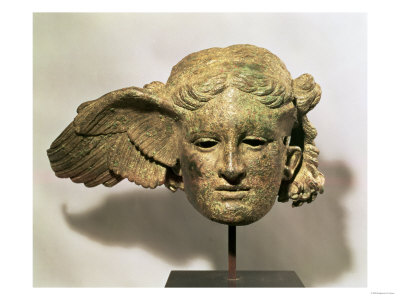
Cabeza de Hypnos, siglos I-II d. C. (Museo Británico, Londres).

Según Cayo Julio Higino y Cicerón se le agrega a Érebo como padre:
|  |  |         |         |         |         | Nix     | Nix     | Nix | Nix | Nix | Nix |  |  |        |        |        |        | Érebo  | Érebo  | Érebo | Érebo | Érebo | Érebo |  |  |  |  |
|  |  |         |         |         |         | Nix     | Nix     | Nix | Nix | Nix | Nix |  |  |        |        |        |        | Érebo  | Érebo  | Érebo | Érebo | Érebo | Érebo |  |  |  |  |
|  |  |         |         |         |         |         |         |     |     |     |     |  |  |        |        |        |        |        |        |       |       |       |       |  |  |  |  |
|  |  |         |         |         |         |         |         |     |     |     |     |  |  |        |        |        |        |        |        |       |       |       |       |  |  |  |  |
|  |  | Tánatos | Tánatos | Tánatos | Tánatos | Tánatos | Tánatos |     |     |     |     |  |  | Hipnos | Hipnos | Hipnos | Hipnos | Hipnos | Hipnos |       |       |       |       |  |  |  |  |

### Hijos
Según Ovidio ésta es su descendencia:
|        |        |        |        |        |        |  |  | Hipno |  |                  |                  |                  |                  |                  |                  |  |  |         |         |         |         |         |         |  |  |              |              |              |              |              |              |  |  |  |  |
|        |        |        |        |        |        |  |  |       |  |                  |                  |                  |                  |                  |                  |  |  |         |         |         |         |         |         |  |  |              |              |              |              |              |              |  |  |  |  |
|        |        |        |        |        |        |  |  |       |  |                  |                  |                  |                  |                  |                  |  |  |         |         |         |         |         |         |  |  |              |              |              |              |              |              |  |  |  |  |
| Morfeo | Morfeo | Morfeo | Morfeo | Morfeo | Morfeo |  |  |       |  | Fobétor o Iquelo | Fobétor o Iquelo | Fobétor o Iquelo | Fobétor o Iquelo | Fobétor o Iquelo | Fobétor o Iquelo |  |  | Fantaso | Fantaso | Fantaso | Fantaso | Fantaso | Fantaso |  |  | otros Oniros | otros Oniros | otros Oniros | otros Oniros | otros Oniros | otros Oniros |  |  |  |  |